# Marek Chrzanowski (ekonomista)
Marek Chrzanowski (ur. 25 stycznia 1981 w Mielcu) – polski ekonomista, doktor habilitowany nauk ekonomicznych, nauczyciel akademicki, profesor nadzwyczajny Szkoły Głównej Handlowej w Warszawie. W 2016 członek Rady Polityki Pieniężnej, w latach 2016–2018 przewodniczący Komisji Nadzoru Finansowego.

## Życiorys
Absolwent Szkoły Głównej Handlowej w Warszawie. W 2006 uzyskał stopień doktora nauk ekonomicznych w SGH. Habilitował się w 2017 w tej samej uczelni w oparciu o rozprawę zatytułowaną Polityka regionalna a system finansów publicznych. Wpływ wydatków strukturalnych na tempo konwergencji polskich regionów. Względem jego pracy habilitacyjnej padały w mediach zarzuty o plagiat, a niektórzy recenzenci zwracali uwagę na mały dorobek naukowy Chrzanowskiego. Zawodowo związany z SGH, gdzie został adiunktem w Instytucie Ekonomii Politycznej, Prawa i Polityki Gospodarczej, a następnie profesorem nadzwyczajnym tej uczelni. Został też kierownikiem podyplomowych studiów administrowania funduszami unijnymi, członkiem rady Kolegium Zarządzania i Finansów SGH i redaktorem naczelnym półrocznika „Polityka Gospodarcza”.
W październiku 2015 został członkiem Narodowej Rady Rozwoju powołanej przez prezydenta Andrzeja Dudę. W styczniu 2016 Senat z rekomendacji Prawa i Sprawiedliwości powołał go w skład Rady Polityki Pieniężnej na sześcioletnią kadencję. We wrześniu 2016 złożył rezygnację z członkostwa w RPP, którą motywował względami osobistymi, a którą następnie wycofał i następnie ponowił. W październiku 2016 powołany przez premier Beatę Szydło na stanowisko szefa Komisji Nadzoru Finansowego na pięcioletnią kadencję, od 13 października 2016.
W kwietniu 2017 otrzymał odznakę honorową „Za zasługi dla bankowości Rzeczypospolitej Polskiej”.

### Afera KNF
13 listopada 2018 Gazeta Wyborcza ujawniła stenogram nagranej rozmowy z udziałem bankiera Leszka Czarneckiego oraz przewodniczącego Komisji Nadzoru Finansowego, Marka Chrzanowskiego. Według Czarneckiego Chrzanowski miał zapewnić przychylność KNF i NBP oraz usunięcie z KNF Zdzisława Sokala (przedstawiciela prezydenta w KNF, zwolennika przejęcia banków Czarneckiego) w zamian za 1 procent wartości Getin Noble Banku (Czarnecki przyznał jednak, że nie posiada rzekomej kartki z taką propozycją – dowodu w sprawie), czyli około 40 milionów złotych łapówek. Rozmowa miała odbyć się w marcu 2018, a sam Czarnecki zawiadomił prokuraturę o możliwości popełnienia przestępstwa przez przewodniczącego Komisji Nadzoru Finansowego 7 listopada 2018. Kilka godzin po publikacji artykułu przez GW Chrzanowski podał się do dymisji z pełnionej funkcji w czasie pobytu w Singapurze. Następnego dnia, 14 listopada 2018, od około 9–12:30 przebywał w siedzibie KNF, o 12:35 CBA otrzymało od prokuratury nakaz przeszukania siedziby KNF i mieszkania Chrzanowskiego po wszczęciu śledztwa tego dnia. Również tego samego dnia zostało zawieszone członkostwo Chrzanowskiego w Narodowej Radzie Rozwoju oraz został odwołany z rady Bankowego Funduszu Gwarancyjnego. Równocześnie z ofertą Chrzanowskiego były przez Sejm oraz Senat procedowane (z naruszeniem zasad legislacji) dwie nowelizacje wprowadzające możliwość przejmowania banków niezależnie od ich wielkości, która to operacja – potocznie określana jako „przejęcie banku za złotówkę” – jest zbieżna z ofertą Chrzanowskiego. Wstępna kwalifikacja przyjęta w śledztwie dotyczy przekroczenia przez funkcjonariusza publicznego uprawnień celem osiągnięcia korzyści osobistej przez inną osobę (a nie łapownictwa).
Według informacji z 20 listopada 2018 miał zostać zawieszony w prawach wykładowcy Szkoły Głównej Handlowej. Ostatecznie złożył wniosek o bezpłatny urlop. 29 listopada 2018 w związku ze sprawą KNF został aresztowany na dwa miesiące. Po trzech latach od wniesienia aktu oskarżenia, proces przed Sądem Rejonowym Warszawa-Śródmieście rozpoczął się 6 listopada 2023.

## Życie prywatne
Jego żona Joanna zajmuje stanowisko dyrektora w Narodowym Banku Polskim.